# Erland Cullberg
Johan Erland Cullberg, född 5 april 1931, död 13 april 2012, var en svensk konstnär, som var bosatt i Sollentuna.
Erland Cullberg utbildades på Konsthögskolan i Stockholm och Valands konsthögskola i Göteborg och debuterade 1961. Cullberg blev känd för en större publik på 80-talet. Han fick sitt stora genombrott på Moderna museet i Stockholm 1986 då han utnämndes som "årets konstnär" i Sverige. Erland Cullbergs måleri har beskrivits som en färgstark expressionism, med vissa influenser från Göteborgskoloristerna.
Erland Cullberg led sedan unga år av schizofreni, och han har kallat sin sjukdom för "en spritt språngande psykisk förkylning". Hans konst är dock inte att betrakta som någon sjukdomskonst, Han var en klassiskt skolad konstnär.
2008 hade Cullberg en stor utställning på Konstakademien, där både gamla och nya verk ställdes ut. Samma år gav Erlands bror, Staffan Cullberg, ut en bok om broderns konstnärskap - Färgen och hela härligheten.  Cullberg finns representerad vid bland annat Nationalmuseum och Moderna museet i Stockholm, Norrköpings konstmuseum, Västerås konstmuseum, Örebro läns landsting.
Han var son till biskop John Cullberg och bror till Carin Adler (född Cullberg), även hon konstnär, Johan Cullberg och Staffan Cullberg.

## Filmografi
- Övermålaren av Anders Widoff, 1980